# A Virgem de pé (Van der Weyden)
A Virgem de pé (também conhecida por Madonna al latte) é uma pintura a  óleo sobre carvalho datada de c. 1430-1432 atribuída ao pintor flamengo Rogier van der Weyden. Encontra-se no Museu de História da Arte em Viena (Kunsthistorisches Museum, KHM) em Viena, Áustria. É o painel da esquerda de um díptico presente no KHM desde 1772. O painel da direita retrata Santa Catarina e também é atribuído pelo KHM a Van der Weyden, mas de qualidade inferior e geralmente visto como feito por um membro da uma oficina.
O painel mostra a Virgem e o Menino Jesus de pé num nicho pintado. A arquitectura do nicho contém figuras bíblicas e celestiais em grisaille, como Deus, o Pai, o Espírito Santo representado por uma pomba, e Adão e Eva. A pintura é influenciada pelo Retábulo de Ghent de Jan van Eyck, o qual o jovem artista terá visto quando foi viver para Ghent por volta de 1432. Algumas influências de Van Eyck são o posicionamento de uma figura viva num nicho, a separação de Adão e Eva entre painéis, e a colocação da figura de Deus inclinada.